# Hélène Boucher
Hélène Boucher, (Hélène Antoinette Eugénie Boucher) (Parigi, 23 maggio 1908 – Guyancourt, 30 novembre 1934), è stata un'aviatrice francese, spesso definita la donna più veloce del mondo.
Caduta in volo, ricevette dal governo francese il riconoscimento postumo della Croce di Cavaliere della Legion d'onore. Aviatrice collaudatrice e acrobatica, detentrice di vari record e impegnata per il voto alle donne è sepolta nel cimitero di Yermenonville.

## Biografia

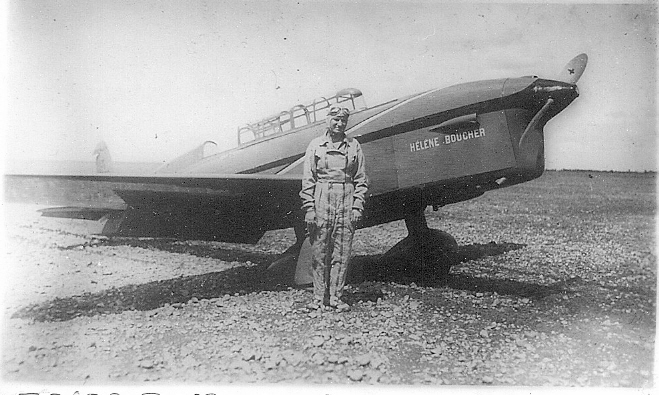
Hélène Boucher davanti al suo Caudron Rafale nel 1934

Hélène Boucher nacque a Parigi il 23 maggio 1908, figlia dell'architetto Charles Léon Boucher e di Élisabeth Hélène Dureau Boucher. Dopo la fine della prima guerra mondiale frequentò il liceo e il collegio nella capitale francese. Il suo primo volo lo effettuò 4 luglio 1930, poco più che ventiduenne, all'aero club di Mont-de-Marsan. Ottenne rapidamente il brevetto di pilota turistico e L'Aéro-Club de France le consegnò il certificato di pilota numero 182. La Renault intanto la prese temporaneamente sotto contratto per promuovere una sua nuova vettura. Due anni dopo ottenne la licenza di trasporto pubblico. Da quel momento iniziò a partecipare a numerose gare aeree internazionali e di lunga distanza, come il Raid Parigi-Saigon nel 1933, lo stesso che tentò due anni dopo Antoine de Saint-Exupéry. Divenne esperta in acrobazie aeree e le sue esibizioni la resero presto popolare nell'ambiente di appassionati. Il 2 agosto del 1933, volando su un Mauboussin-Peyret Zodiac M.120 a due posti da 40 cavalli stabilì un record mondiale di altitudine registrato dalla Fédération Aéronautique Internationale raggiungendo l'altitudine di 5.900 metri. Durante il mese di agosto dell'anno dopo, volando su vari modelli di Caudron, stabilì nove record mondiali certificati di velocità sui circuiti chiusi con varie distanze. Nella sua brevissima carriera riuscì in imprese nuove per una donna e trovò la morte durante un volo di controllo su un velivolo che avrebbe dovuto presentare al Salone internazionale dell'aeronautica del 1934. Le cause non sono mai state pienamente definite, e i fatti certi sono che Hélène Boucher cadde il 30 novembre con il suo velivolo nei pressi di Versailles. Subito soccorsa morì durante il trasporto all'ospedale. La sua salma ricevette i massimi onori di stato, la funzione funebre venne celebrata nella  cattedrale di Saint Louis des Invalides e fu la prima volta di una donna nella storia degli Invalides. Prese parte alla cerimonia dei funerali di stato il ministro francese dei trasporti e in seguito ottenne l'assegnazione postuma della Legione d'Onore. La sua morte destò scalpore e cordoglio perché era ammirata dagli uomini e dalla donne e anche perché solo tre mesi prima era scesa in campo a fianco di altre due famose aviatrici, Adrienne Bolland e Marie-Louise Bastié, per rivendicare il voto alle donne legando così il suo nome alla lotta femminista di quegli anni. Hélène Boucher è stata sepolta nel cimitero di Yermenonville.

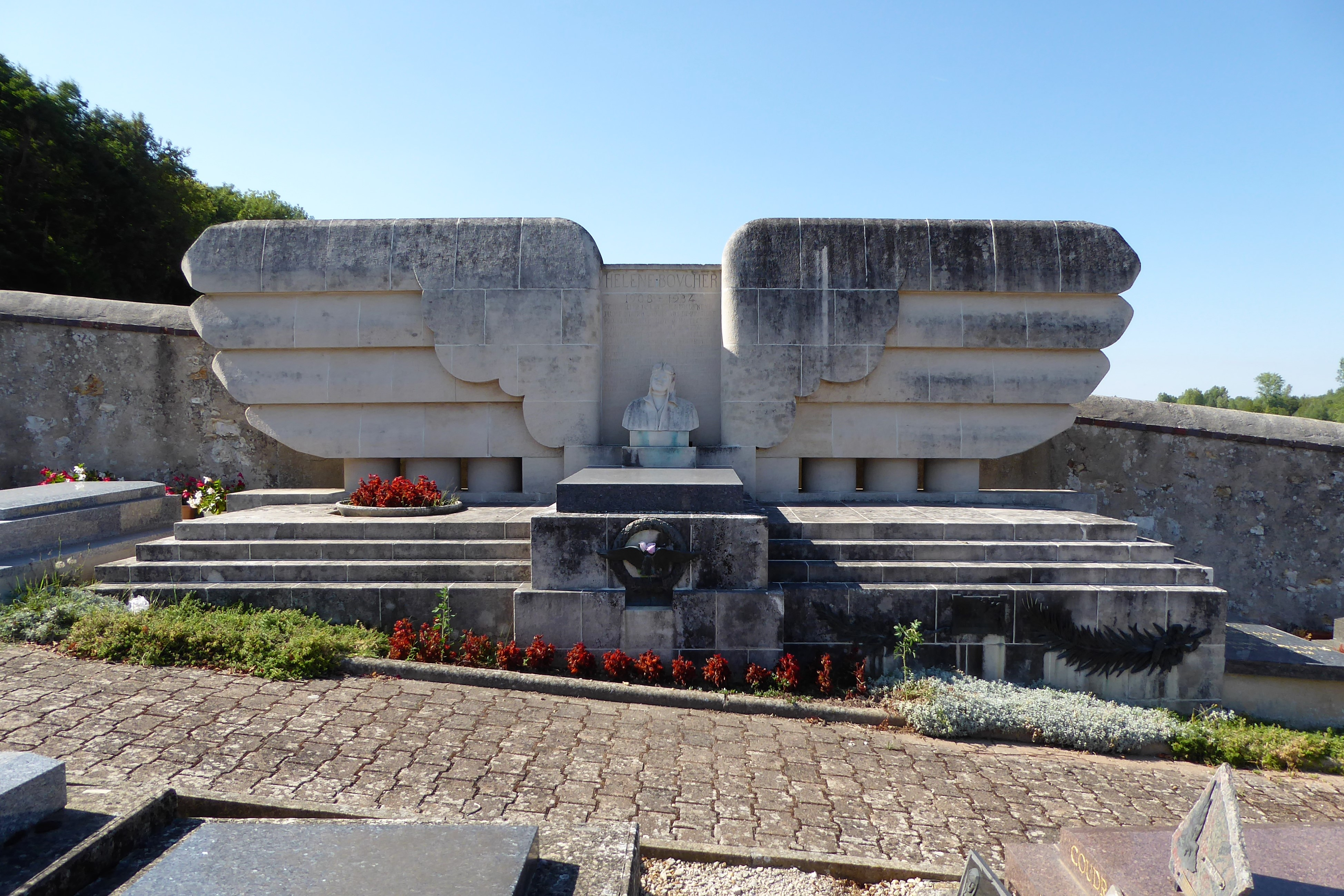
Yermenonville, monumento funebre di Hélène Boucher

## Nella cultura di massa
Horizons sans fin (in italiano Orizzonti senza fine), un film francese di Jean Dréville uscito nel 1953 e presentato al Festival di Cannes nello stesso anno, è dedicato alla sua vita.

## Riconoscimenti e onorificenze
In Francia le sono intitolate numerose scuole e vie.